# Can Poblet (Montblanc)
Can Poblet és una obra de Montblanc (Conca de Barberà) inclosa a l'Inventari del Patrimoni Arquitectònic de Catalunya.

## Descripció
Actualment restaurant, Can Poblet es troba a l'antic terme de La Guàrdia dels Prats, molt a prop de la carretera de Tàrrega. Construïda en tres cossos, sembla que fou un important centre de producció i emmagatzematge vitícola.

## Història
A la Conca del Barberà hi ha poques cases aïllades. Moltes de les que existien en altre temps, en ser abandonades pels seus propietaris, s'anaren malmetent i avui estan derruïdes. Són construccions de pedra amb teulada a dues vessants, poc inclinades. Solen ser de planta baixa, pis i golfes (generalment arcades i ocupant tota la façana).